# Philornis umanani
Philornis umanani är en tvåvingeart som beskrevs av Mauricio Garcia 1952. Philornis umanani ingår i släktet Philornis och familjen husflugor. Inga underarter finns listade i Catalogue of Life.